# 瓜廖爾堡

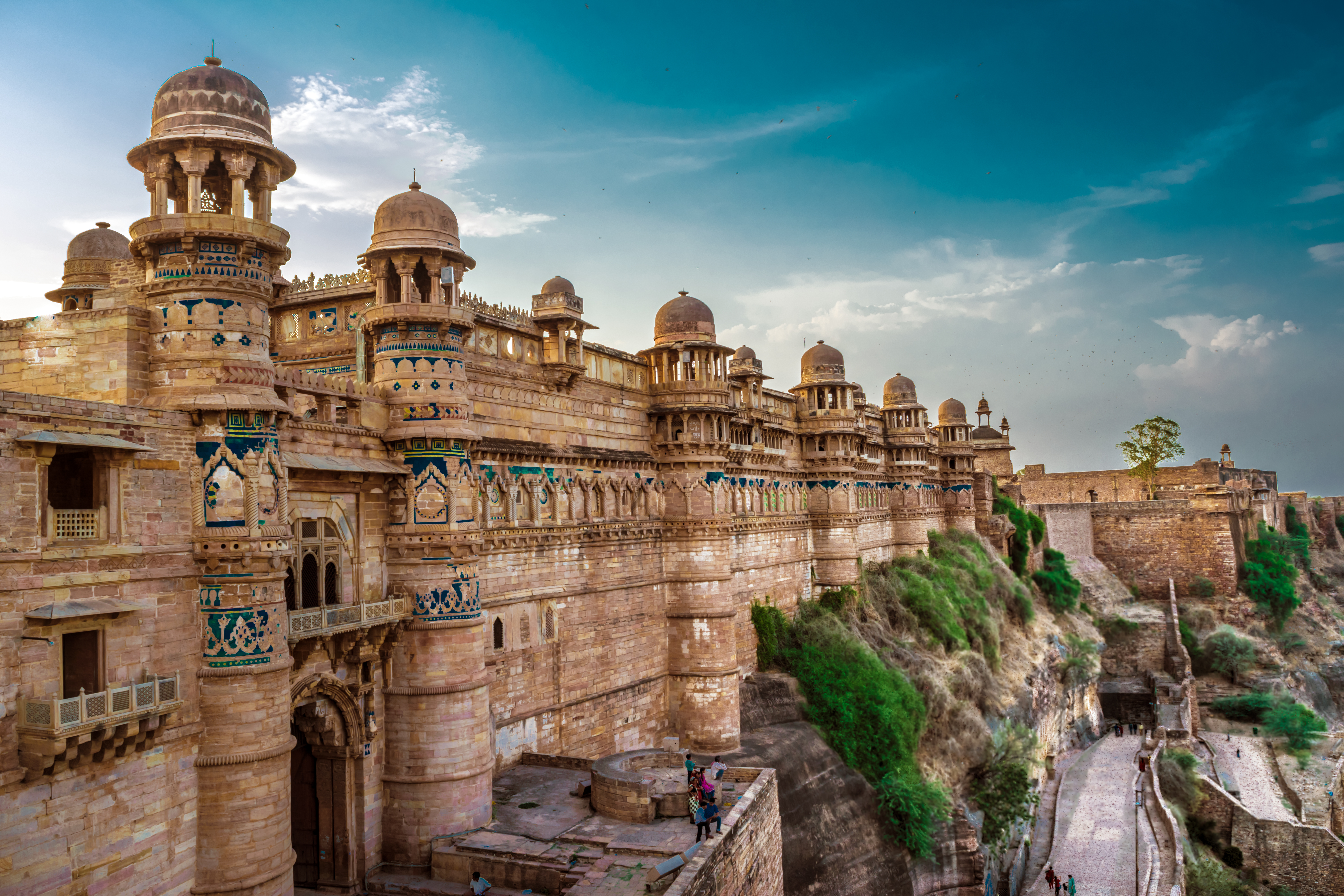

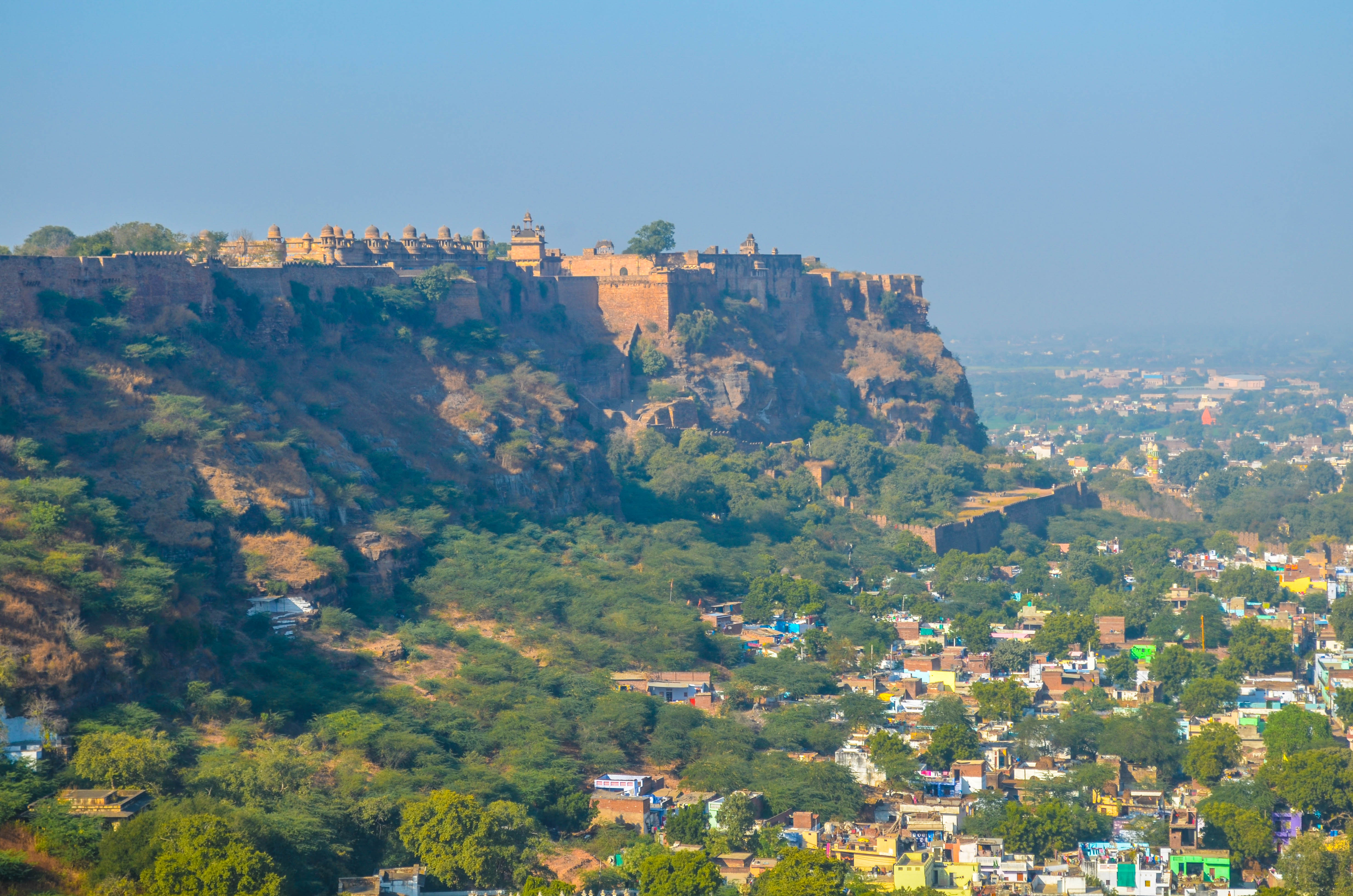

瓜廖爾堡，是位於印度瓜廖爾的一個丘堡，被莫卧儿帝国开国君主巴布尔形容為「印度堡壘中的明珠」。由於其險峻的地理位置，所以亦被譽為印度的直布羅陀。堡壘的歷史可以追溯至公元5世紀或更早的時期，使其成為印度最古老而且依然存在的防禦堡壘之一。現存的建築由一座城牆和兩座宮殿組成，由托馬爾·拉其普特統治者曼·辛格·托馬爾（公元1486年至1516年在位）建造。

## 外部連結
- Interesting Facts About Gwalior Fort

26°13′49″N 78°10′08″E / 26.2303°N 78.1689°E